# Lucio Dell'Angelo
Lucio Dell'Angelo (Lucinico di Gorizia, 18 aprile 1938 – Viareggio, 1º gennaio 2013) è stato un calciatore italiano, di ruolo centrocampista.
È scomparso nel 2013 all'età di 74 anni dopo una lunga malattia.

## Carriera
Centrocampista dotato di grande corsa e di grande dedizione, emerse dalle categorie dilettantistiche friulane, venendo pescato dal Milan, dove non riuscì a esordire; passò dunque alla Massese, per poi debuttare in Serie A con la Fiorentina nella stagione 1958-1959, con esordio il 19 aprile 1959 in occasione del successo esterno sul Bari. Disputò l'ultima parte di quella stessa stagione all'Alessandria e giocò una partita di Coppa Italia contro la Juventus.
Nell'estate seguente il Prato volle acquistare i servizi del giocatore, ma le due società toscane non riuscirono ad accordarsi sul prezzo del cartellino: per sbloccare la trattativa, il mediatore Giacchetti inventò la formula secondo la quale il Prato prendeva solo la metà del cartellino. Nacque così la comproprietà e Dell'Angelo entrò nella storia del calcio italiano come il primo calciatore posseduto al 50% tra due squadre.
Con il Prato ottenne una promozione in Serie B (1959-1960). Tornato a Firenze giocò con continuità nelle successive due stagioni, giocò la finale di Coppa delle Coppe 1961-1962. Passò poi al Lanerossi Vicenza, sempre in A, poi in B al Verona. Nel 1966 si trasferì all'Atalanta e tornò a calcare per un triennio i campi del massimo campionato. La sua carriera include inoltre altri tre anni al Mantova, con cui conquistò una promozione in A (1970-1971), una breve parentesi al Monza in B e gli ultimi anni al Prato, tra Serie C e D.
Conta una presenza in Nazionale B (successo sulla Bulgaria per 1-0 a Firenze il 20 marzo 1963). In carriera ha totalizzato complessivamente 227 presenze e 19 reti in serie A e 136 presenze e 10 reti in Serie B. Nella stagione 1978-79 fu allenatore del Viareggio, ma al termine dell'annata la squadra retrocesse in serie D: fu la sua unica esperienza alla guida di una squadra.

## Palmarès

### Club

#### Competizioni nazionali
- Campionato italiano di Serie B: 1

Mantova: 1970-1971
- Serie C: 1

Prato: 1959-1960

#### Competizioni internazionali
- Coppa dell'Amicizia italo-francese: 1

Fiorentina: 1959